# Luis Cavagnaro Orellana
Luis Vicente Cavagnaro Orellana (Tacna, 20 de diciembre de 1942 - 8 de noviembre de 2022) fue un historiador peruano, fundador del Archivo Regional de Tacna, conocido por ser autor de Materiales para la historia de Tacna, obra que narra la historiografía de Tacna incluyendo Arica y Tarapacá.

## Biografía
En 1966 se graduó en la Facultad de Letras y Educación de la Pontificia Universidad Católica del Perú. En 1975 obtuvo el grado de doctor en Ciencias de la Educación. Fue docente del colegio Cristo Rey, del ISP José Jiménez Borja y de la Universidad Nacional Jorge Basadre Grohmann. Ese mismo año fue nombrado director-fundador del Archivo Departamental de Tacna, el cual se encuentra actualmente en la Casa Jurídica, lugar de la entrega de Tacna en 1929. 
En 1980 realizó estudios en España gracias a una beca de la Organización de Estados Americanos, donde investigó en el Archivo de Indias, Archivo de Sevilla y en el Archivo Histórico de Madrid elementos referidos a su ciudad natal.
En 1986 publicó el libro "Materiales para la Historia de Tacna. Cultura Autóctona", que fue el inicio del proyecto sobre la Historia de Tacna.
De 1987 a 1993 fue decano de la Facultad de Educación de la Universidad Privada de Tacna. De 1993 a 1998 fue elegido Vicerrector Académico de la referida casa de estudios, y de 2002 a 2005 fue elegido nuevamente decano.
Entre los años 2010 y 2011, Cavagnaro fue integrante de la "Comisión Nacional del Bicentenario del Grito de Libertad dado por Don Francisco Antonio de Zela y Arizaga en Tacna", en su calidad de Presidente de la Comisión Organizadora de Celebraciones en Tacna. En cumplimiento a la Ley N° 29543, mediante la cual el Estado Peruano declara como interés nacional la conmemoración del acto de Francisco Antonio de Zela, esta comisión especial desplegó actividades de difusión, reflexión y celebración tanto en Lima como en Tacna
En 2014 recibe la Orden de las Palmas Magisteriales, en grado de Maestro.
Fue miembro de la Academia Boliviana de la Historia, de la Academia Peruana de la Historia y del Instituto Peruano de Investigaciones Genealógicas. Fue docente universitario en la Universidad Privada de Tacna, profesor visitante de la Universidad Arturo Prat de Iquique colaborando con el historiador Sergio Gonzáles Miranda. Creó obras teatrales, obras musicales y obras de televisión.
Fallece en Tacna el 8 de noviembre de 2022.

## Reconocimientos
En 1998, fue reconocido por el Concejo Provincial de Tacna con la "Medalla de la Ciudad" y en 1999, con el "Premio de Fomento a la Cultura".
El 28 de agosto de 2021 fue reconocido como "Personalidad meritoria de la Cultura" por el Ministerio de Cultura, bajo la gestión de Ciro Gálvez, con ocasión del 92° aniversario de la Reincorporación de su tierra natal al Perú, la ceremonia se llevó a cabo en la emblemática Casa Basadre de dicha ciudad.
El 19 de setiembre de 2022, el Consejo Universitario de la Universidad Privada de Tacna decidió conferirle el Grado Honorífico de "Doctor Honoris Causa". No obstante, debido a su estado de salud y posterior fallecimiento, el reconocimiento fue entregado de manera póstuma, el 9 de noviembre de 2022.
El 10 de noviembre de 2022, en el último día del velorio realizado a Cavagnaro, la Municipalidad Provincial de Tacna anunció el renombramiento del Teatro Municipal de Tacna como "Teatro Municipal Doctor Luis Cavagnaro Orellana". Ese mismo día se anunció la instalación de un busto de Luis Cavagnaro en el Hall del Teatro, siendo develado el 20 de diciembre de 2024.

## Obras

### De teatro
- Estampas Tacneñas: Tacna años 30
- Tacna del Ochocientos
- Tacna Total

### Musicales
- La fuente
- Tierna elegía para un artista
- Picante a la tacneña
- Volver a Tacna
- Pregones Tacneños

### De televisión
- La entrega de Tacna (1979)
- Moquegua de siempre (1984)

### De historia
- Desarrollo urbano y arquitectónico de Tacna (1536 - 1880)
- Gregorio Albarracín. La portentosa heroicidad
- Las Viñas y las Vilcas
- Zela: Adalid de la Libertad
- Miller y la batalla de Mirave
- Materiales para la Historia de Tacna - Cultura Autóctona
- Materiales para la Historia de Tacna - Dominación Hispánica siglo XVI
- Materiales para la Historia de Tacna - Dominación Hispánica siglo XVII
- Materiales para la Historia de Tacna - Dominación Hispánica (1700-1780)
- Materiales para la Historia de Tacna - Emancipación (1780-1821)

- Materiales para la Historia de Tacna - Emancipación (1821-1825)
- Materiales para la Historia de Tacna - República (1825-1837)
- Materiales para la Historia de Tacna - República (1837-1842)
- Materiales para la Historia de Tacna - República (1842-1845)
- Materiales para la Historia de Tacna - República (1845-1855)
- Materiales para la Historia de Tacna - Cautiverio (1925-1927)
- Materiales para la Historia de Tacna - Reincorporación (1927-1930)